# Gare des Marécottes
La gare des Marécottes est une gare ferroviaire située sur le territoire du village des Marécottes, appartenant à la commune suisse de Salvan, dans le canton du Valais.

## Situation ferroviaire
Établie à 1 029 mètres d'altitude, la gare des Marécottes est située au point kilométrique 9,61 de la ligne à écartement métrique de Martigny au Châtelard.
Elle est dotée de deux voies formant un point de croisement, bordées chacune par un quai latéral.

## Histoire
La gare des Marécottes a été mise en service en 1906 avec le chemin de fer de Martigny au Châtelard,,.

## Service des voyageurs

### Accueil
Gare des TMR, elle est dotée d'un bâtiment voyageurs en bois.
La gare est accessible aux personnes à mobilité réduite.

### Desserte
La gare des Marécottes est desservie toutes les heures par les trains Regio reliant Martigny à Vallorcine. En heure de pointe du soir, un train supplémentaire complète la cadence entre Martigny et le Châtelard-Frontière.

### Intermodalité
La gare est en correspondance avec la ligne 225 des TMR circulant entre Salvan et Van-d'en-Haut.

## Projet
Étant donné la nécessité pour TéléMarécottes, l'exploitant du domaine skiable des Marécottes, de remplacer la télécabine donnant accès aux pistes d'ici 2025, il est prévu de construire une nouvelle gare ferroviaire en amont du parc zoologique du village. La nouvelle télécabine serait dotée d'un premier tronçon reliant la gare au pied de l'actuelle télécabine, dans le centre du village,.